# Solz (Bebra)
Solz ist ein Ortsteil der Stadt Bebra im Landkreis Hersfeld-Rotenburg im Nordosten von Hessen. Der Ort liegt nordöstlich der Kernstadt Bebra im Richelsdorfer Gebirge.

## Geschichte

### Ortsgeschichte
Solz wurde in einer Urkunde aus dem Jahre 960 als „villa Sulzaha“ erstmals erwähnt. Der Name „Sulza“ wird 1146 in Urkunden verwendet. Der Ortsname hat seinen Ursprung vermutlich im Zusammenhang mit dem Salzhandel (Sulta – altniederfränkisch für Sole, Salzwasser) oder dem Hinweis auf einen Bach, der hier entspringt (Sulzaha – Sumpfwasser, Schlammwasser, Suhle Salzwasser).
Im Jahre 1252 wurde im Zusammenhang mit Solz der Name der Familie von Trott zu Solz erwähnt, die vermutlich seit spätestens 1200 auf der – in den Grundstrukturen noch erkennbaren – Burganlage ansässig ist. 1332 wurde Berthold Trott (genannt „Bodo“, Ritter und Burgmann zu Rotenburg) als Lehnsträger der Abtei Hersfeld in Solz genannt, wo es allerdings noch andere Lehnsnehmer gab, z. B. die Bernicke, von Hohenfels, von Witerde und von Wallenstein (auf Burg Wallenstein, Nachkommen der Grafen von Schauenburg). Erst 1506 kam ganz Solz in den alleinigen Lehensbesitz der Trotten.
Der Lehnsbesitz der Herren von Trott wurde um 1500 ausgedehnt. Das Gebiet Solz, Imshausen, Wildeck, die Höfe Boxerode, Gunkelrode, Mosebach und Bodenthal, die Dörfer Süß, Diemerode, Breitau, Lispenhausen, Niederellenbach, Schwarzenhasel und Ersrode gehörten dazu und bildeten ein eigenes adeliges Gericht. Der Flurname „Am Galgenberg“ zeugt von dieser Zeit. Die Trottenburg wurde nach dem Dreißigjährigen Krieg 1672 als Fachwerkbau neu aufgebaut, nur eine Teilfläche der hofseitigen Fassade stammt von dem älteren Renaissancebau.
Ende des 17. Jahrhunderts ging ein Teil des Besitzes der „Trotten“ an die Familie der Reichsfreiherren von Verschuer, die unter anderem einen Wohnsitz in einem Herrenhaus von 1527, unterhalb der Kirche gelegen, nahmen. Beide Familien übten bis 1826 die niedere Gerichtsbarkeit aus und sind bis heute mit jeweils eigenem Gutsbesitz im Ort ansässig.
Im Ort gab es seit 1990 ein Spielzeugmuseum. Es wurde an Pfingsten 2014 geschlossen.

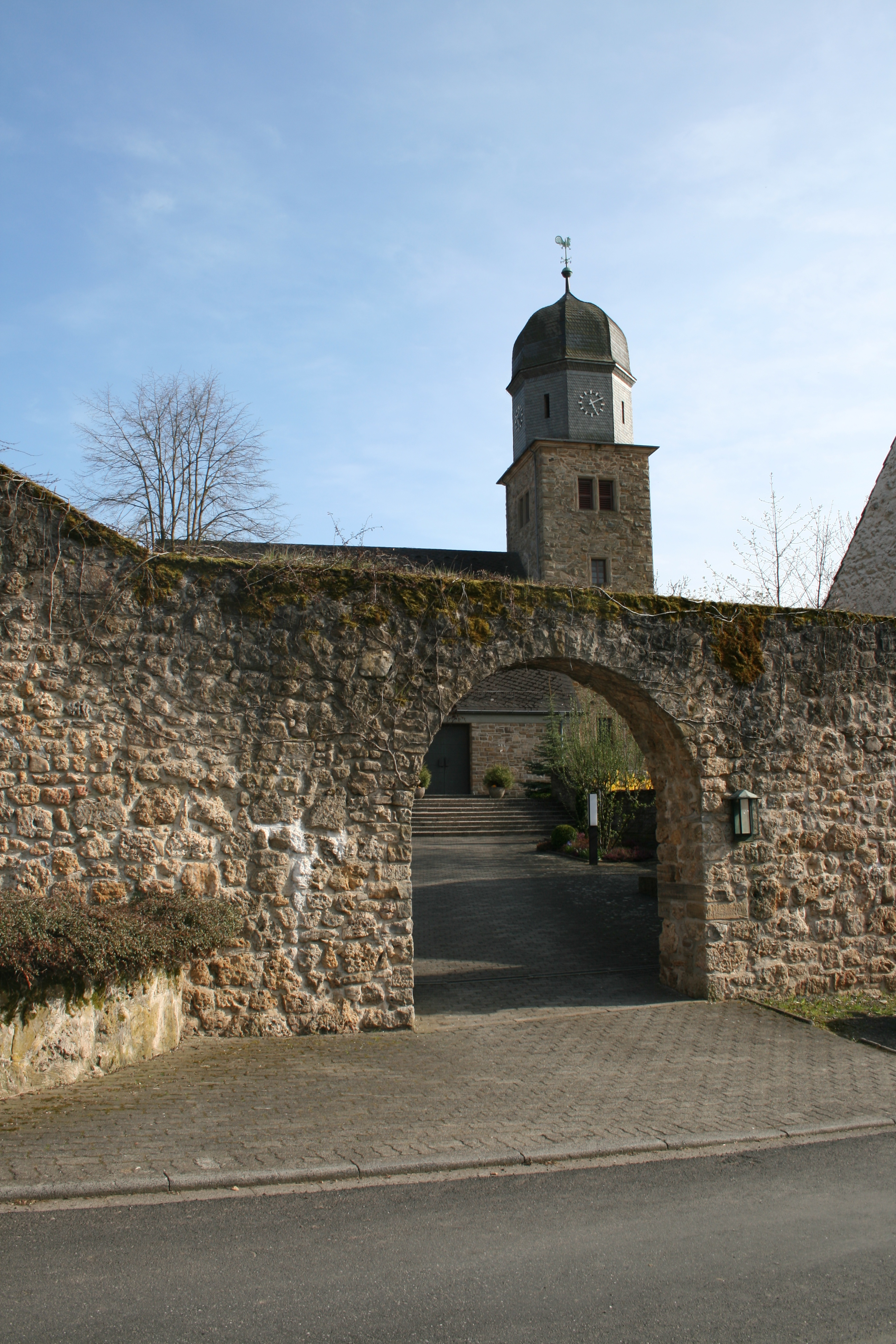
Kirche innerhalb der Verschuer'schen Burganlage
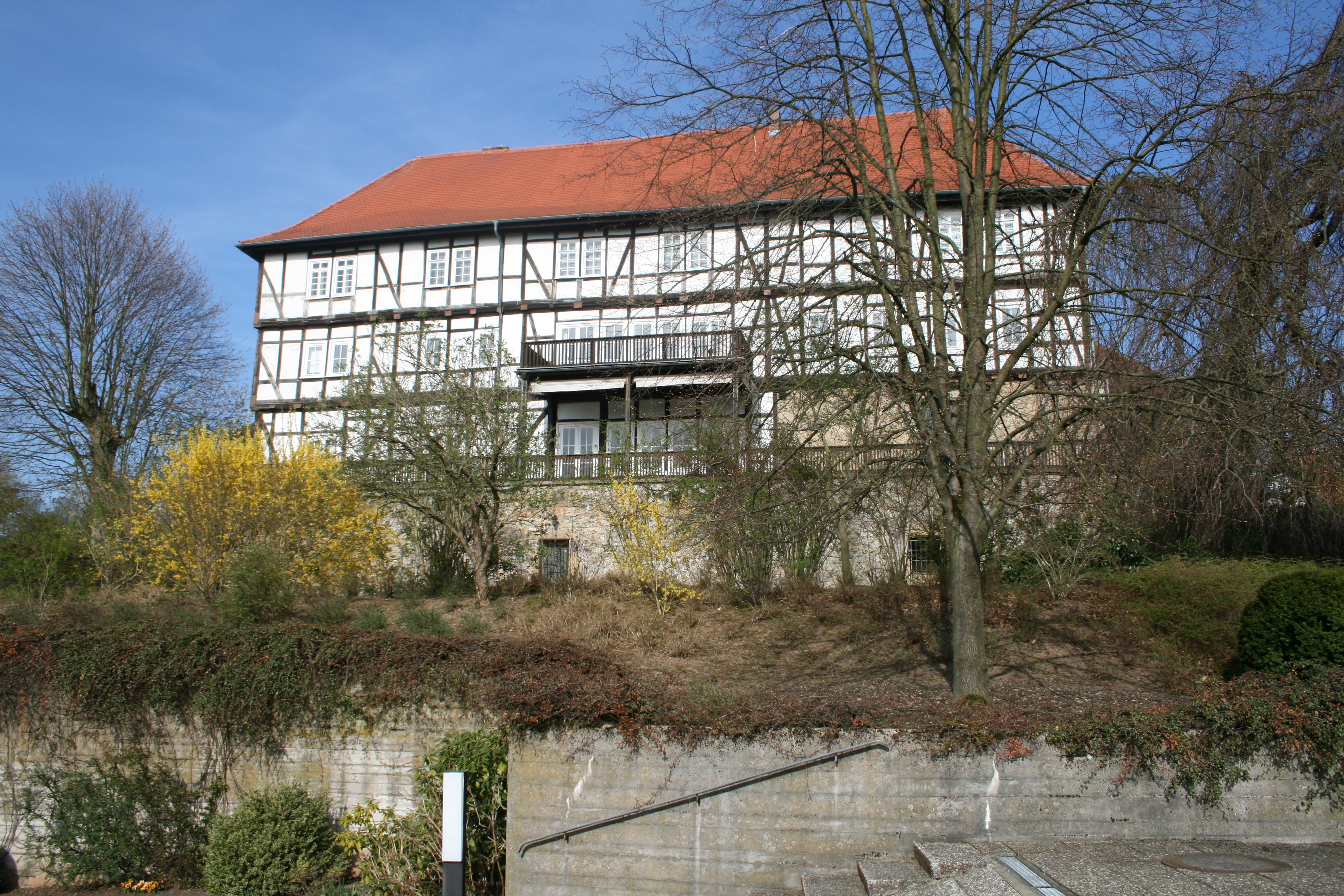
Trott'sches Herrenhaus
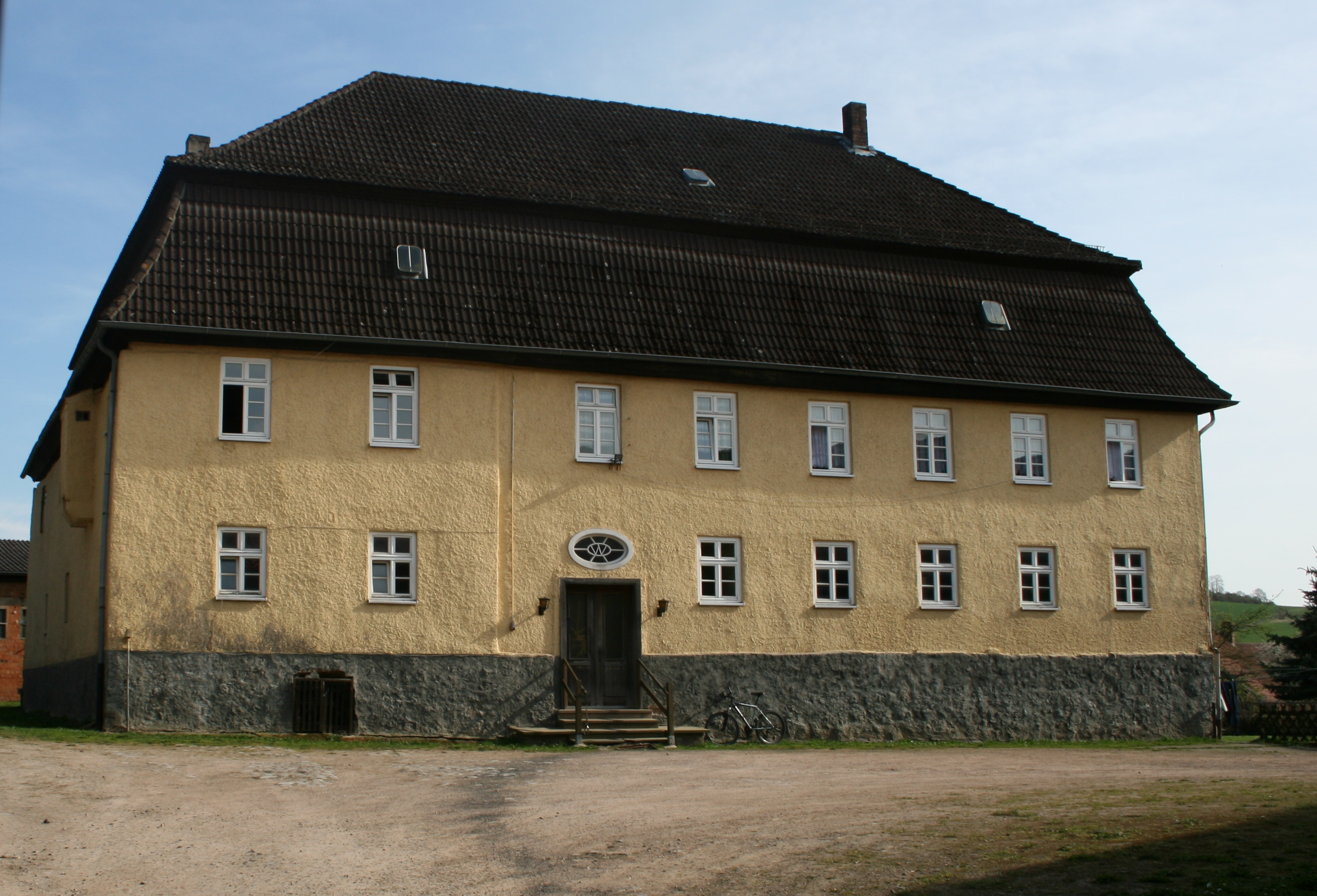
Verschuer'sches Herrenhaus in der Burganlage

Hessische Gebietsreform (1970–1977)
Im Zuge der Gebietsreform in Hessen wurde die bis dahin selbständige Gemeinde Solz zum 31. Dezember 1971 auf freiwilliger Basis in die Stadt Bebra eingegliedert. Für Solz und die weiteren ehemaligen nach Bebra eingegliederten Gemeinden  wurde je ein Ortsbezirk gebildet.

### Verwaltungsgeschichte im Überblick
Die folgende Liste zeigt die Staaten und Verwaltungseinheiten, denen Solz angehört(e):
- vor 1567: Heiliges Römisches Reich, Landgrafschaft Hessen, Amt Rotenburg
- ab 1567: Heiliges Römisches Reich, Landgrafschaft Hessen-Kassel, Amt Rotenburg
  - 1627–1834: Heiliges Römisches Reich, Landgrafschaft Hessen-Kassel, Landgrafschaft Hessen-Rotenburg (sogenannte Rotenburger Quart), teilsouveränes Fürstentum unter reichsrechtlicher Oberhoheit der Landgrafschaft Hessen-Kassel bzw. des Kurfürstentums Hessen, Amt Rotenburg
- ab 1806: Landgrafschaft Hessen-Kassel, Rotenburger Quart, Amt Rotenburg
- 1807–1813: Königreich Westphalen, Departement der Werra, Distrikt Eschwege, Kanton Nentershausen
- ab 1815: Kurfürstentum Hessen, Rotenburger Quart, Amt Rotenburg[7]
- ab 1821/22: Kurfürstentum Hessen, Provinz Niederhessen, Rotenburger Quart, Kreis Rotenburg[8][Anm. 2]
- ab 1848: Kurfürstentum Hessen, Bezirk Hersfeld
- ab 1851: Kurfürstentum Hessen, Provinz Niederhessen, Kreis Rotenburg
- ab 1867: Königreich Preußen, Provinz Hessen-Nassau, Regierungsbezirk Kassel, Kreis Rotenburg
- ab 1871: Deutsches Reich,  Königreich Preußen, Provinz Hessen-Nassau, Regierungsbezirk Kassel, Kreis Rotenburg
- ab 1918: Deutsches Reich, Freistaat Preußen, Provinz Hessen-Nassau, Regierungsbezirk Kassel, Kreis Rotenburg
- ab 1944: Deutsches Reich, Freistaat Preußen, Provinz Kurhessen, Landkreis Rotenburg
- ab 1945: Amerikanische Besatzungszone, Groß-Hessen, Regierungsbezirk Kassel, Landkreis Rotenburg
- ab 1946: Amerikanische Besatzungszone, Hessen, Regierungsbezirk Kassel, Landkreis Rotenburg
- ab 1949: Bundesrepublik Deutschland, Hessen, Regierungsbezirk Kassel, Landkreis Rotenburg
- ab 1972: Bundesrepublik Deutschland, Hessen, Regierungsbezirk Kassel, Landkreis Hersfeld-Rotenburg, Stadt Bebra[Anm. 3]

## Bevölkerung

### Einwohnerstruktur 2011
Nach den Erhebungen des Zensus 2011 lebten am Stichtag dem 9. Mai 2011 in Solz 657 Einwohner. Darunter waren 3 (0,5 %) Ausländer. Nach dem Lebensalter waren 99 Einwohner unter 18 Jahren, 255 zwischen 18 und 49, 162 zwischen 50 und 64 und 144 Einwohner waren älter. Die Einwohner lebten in 273 Haushalten. Davon waren 63 Singlehaushalte, 87 Paare ohne Kinder und 96 Paare mit Kindern, sowie 21 Alleinerziehende und 3 Wohngemeinschaften. In 63 Haushalten lebten ausschließlich Senioren und in 171 Haushaltungen lebten keine Senioren.

### Einwohnerentwicklung
| Solz: Einwohnerzahlen von 1834 bis 2018 | Solz: Einwohnerzahlen von 1834 bis 2018 | Solz: Einwohnerzahlen von 1834 bis 2018 | Solz: Einwohnerzahlen von 1834 bis 2018 | Solz: Einwohnerzahlen von 1834 bis 2018 |
| --- | --------------------------------------- | --------------------------------------- | --------------------------------------- | --------------------------------------- |
| Jahr |                                         |                                         |                                         | Einwohner                               |
| 1834 | 1834                                    |                                         | 819                                     | 819                                     |
| 1840 | 1840                                    |                                         | 850                                     | 850                                     |
| 1846 | 1846                                    |                                         | 901                                     | 901                                     |
| 1852 | 1852                                    |                                         | 891                                     | 891                                     |
| 1858 | 1858                                    |                                         | 724                                     | 724                                     |
| 1864 | 1864                                    |                                         | 792                                     | 792                                     |
| 1871 | 1871                                    |                                         | 725                                     | 725                                     |
| 1875 | 1875                                    |                                         | 617                                     | 617                                     |
| 1885 | 1885                                    |                                         | 591                                     | 591                                     |
| 1895 | 1895                                    |                                         | 500                                     | 500                                     |
| 1905 | 1905                                    |                                         | 526                                     | 526                                     |
| 1910 | 1910                                    |                                         | 530                                     | 530                                     |
| 1925 | 1925                                    |                                         | 618                                     | 618                                     |
| 1939 | 1939                                    |                                         | 638                                     | 638                                     |
| 1946 | 1946                                    |                                         | 986                                     | 986                                     |
| 1950 | 1950                                    |                                         | 915                                     | 915                                     |
| 1956 | 1956                                    |                                         | 839                                     | 839                                     |
| 1961 | 1961                                    |                                         | 861                                     | 861                                     |
| 1967 | 1967                                    |                                         | 860                                     | 860                                     |
| 1970 | 1970                                    |                                         | 835                                     | 835                                     |
| 1980 | 1980                                    |                                         | ?                                       | ?                                       |
| 1990 | 1990                                    |                                         | ?                                       | ?                                       |
| 2000 | 2000                                    |                                         | ?                                       | ?                                       |
| 2011 | 2011                                    |                                         | 657                                     | 657                                     |
| 2018 | 2018                                    |                                         | 693                                     | 693                                     |
| Datenquelle: Historisches Gemeindeverzeichnis für Hessen: Die Bevölkerung der Gemeinden 1834 bis 1967. Wiesbaden: Hessisches Statistisches Landesamt, 1968. Weitere Quellen: LAGIS; Stadt Bebra; Zensus 2011 |                                         |                                         |                                         |                                         |

### Historische Religionszugehörigkeit
| • 1885: | 549 evangelische (= 96,95 %), 4 katholische (= 0,70 %), 15 jüdische (= 2,64 %) Einwohner |
| • 1961: | 786 evangelische (= 91,29 %), 59 katholische (= 6,85 %) Einwohner                        |

## Politik
Für Solz besteht ein Ortsbezirk (Gebiete der ehemaligen Gemeinde Solz) mit Ortsbeirat und Ortsvorsteher nach der Hessischen Gemeindeordnung.
Der Ortsbeirat besteht aus sieben Mitgliedern. Bei den Kommunalwahlen in Hessen 2021 betrug die Wahlbeteiligung zum Ortsbeirat 68,23 %. Es wurden gewählt: vier Mitglieder der Liste „Bürger für Solz“, zwei Mitglieder der SPD und ein Mitglied des Bündnis 90/Die Grünen. Der Ortsbeirat wählte Friedhelm Claus (Bürgerliste Solz) zum Ortsvorsteher.

## Persönlichkeiten
- Wilhelm Friedrich von Trott zu Solz (1762–1825), Jurist, Abgeordneter der Reichsstände des Königreichs Westphalen, geboren in Solz
- August Friedrich Christian Vilmar (1800–1868), Theologe, geboren in Solz